# Cristian Săpunaru
Ionuţ Cristian Săpunaru (Bukarest, 1984. április 5. –) román válogatott labdarúgó, jelenleg a Rapid București játékosa. Posztját tekintve hátvéd.

## Sikerei, díjai
Rapid București
- Román kupagyőztes (1): 2006–07
- Román szuperkupagyőztes (1): 2007

FC Porto
- Portugál bajnok (2): 2008–09, 2009–10, 2010–11
- Portugál kupagyőztes (3): 2008–09, 2009–10, 2010–11
- Portugál szuperkupagyőztes (3): 2009, 2010, 2011
- Európa-liga győztes (1): 2010–11
- UEFA-szuperkupa győztes (1): 2011

## Külső hivatkozások
- Cristian Săpunaru adatlapja a RomanianSoccer oldalán (románul)
- Cristian Săpunaru adatlapja a BDFutbol oldalán (angolul)
- Cristian Săpunaru adatlapja a Transfermarkt oldalán (angolul)
- Cristian Săpunaru adatlapja a Soccerway oldalon (angolul)
- Cristian Săpunaru adatlapja a National-Football-Teams.com oldalon (angolul)

- Cristian Săpunaru – a FIFA adatbázisában
- Cristian Săpunaru az UEFA adatbázisában (angolul)